# Хатынбулак
Хатынбулак (азерб. Xatınbulaq) — село в Каракёллунской административно-территориальной единице Физулинского района Азербайджана, расположенное на южных склонах Карабахского хребта, в 10 км к югу от города Физули.

## Топонимика
Название села происходит от названия расположенного на территории села родника (азерб. bulaq [булак] — родник) Хатын.

## История
В годы Российской империи село Хатунбулаг входило в состав Джебраильского уезда Елизаветпольской губернии.
В советские годы село было расположено в составе Физулинского района Азербайджанской ССР. В результате Первой карабахской войны в августе 1993 года перешло под контроль непризнанной Нагорно-Карабахской Республики.
14 октября 2020 года в ходе Второй карабахской войны президент Азербайджана Ильхам Алиев заявил об освобождении войсками Азербайджана села Хатынбулак, а также сёл Карадаглы, Каракёллу Физулинского района и сёл Булутан, Меликджанлы, Камартук, Тякя, Тагасер Ходжавендского района (в годы Азербайджанской ССР — Гадрутского района НКАО).

## Население
Согласно «Описанию Карабагской провинции» 1823 года в азербайджанском (в источнике — «татарском») селении Хатун-булаги магала Хурдапара-Дизах имелось 12 дымов.
По данным «Свода статистических данных о населении Закавказского края, извлеченных из посемейных списков 1886 года» в селе Хатунбулаг Каракеллинского сельского округа Джебраильского уезда Елизаветпольской губернии было 30 дымов и проживало 193 азербайджанца (указаны как «татары»), которые были шиитами по вероисповеданию и крестьянами.